# رضبة وسادية
رضبة وسادية أو إشفيرية وسادية (الاسم العلمي:Echeveria pulvinata) هي نوع من النباتات يتبع جنس الإشفيرية من الفصيلة المخلدية.